# Black Messiah

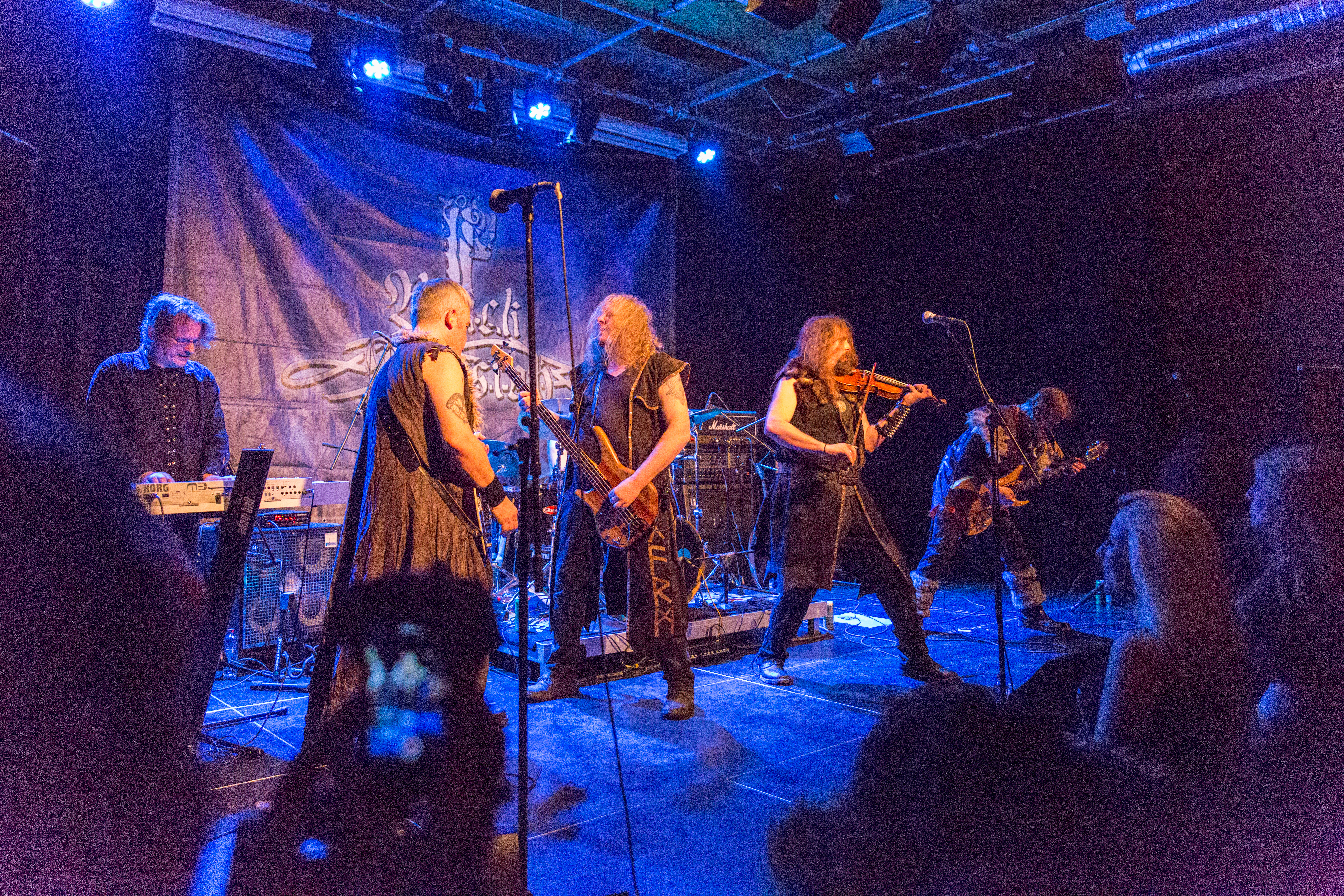
Black Messiah (2016)

Black Messiah je německá hudební skupina hrající viking metal a symfonický black metal. Vznikla v roce 1992 a původně hrála klasický black metal. Své první studiové album nazvané Sceptre of Black Knowledge kapela vydala v roce 1998. Následovalo několik dalších nahrávek. Skupinou prošlo více hudebníků. Vedle klasických metalových nástrojů (kytara, baskytara, bicí) mají ve svém nástrojovém obsazení například housle či mandolínu.

## Diskografie
- Sceptre of Black Knowledge (1998)
- Oath of a Warrior (2005)
- Of Myths and Legends (2006)
- First War of the World (2009)
- The Final Journey (2012)
- Heimweh (2013)